# Aire d'attraction de Bar-sur-Seine
L'aire d'attraction de Bar-sur-Seine est un zonage d'étude défini par l'Insee pour caractériser l’influence de la commune de Bar-sur-Seine sur les communes environnantes. Publiée en octobre 2020, elle se substitue à l'aire urbaine de Bar-sur-Seine, qui se composait d'une commune dans le zonage de 2010.

### Carte

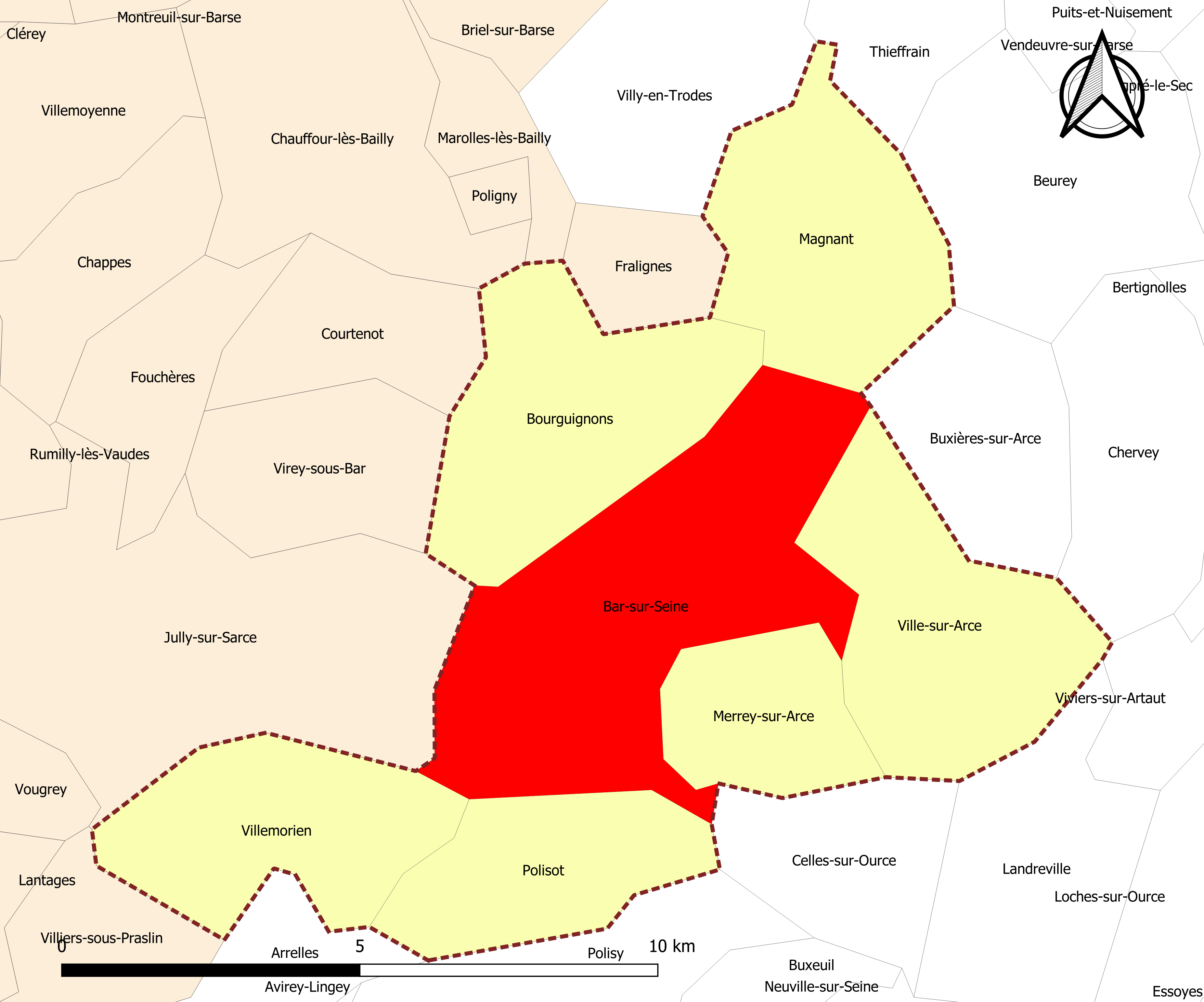
Carte de l'aire d'attraction de Bar-sur-Seine.
Commune-centre
Commune de la couronne

## Définition
L'aire d'attraction d'une ville est composée d’un pôle, défini à partir de critères de population et d’emploi ainsi que d’une couronne constituée des communes dont au moins 15 % des actifs travaillent dans le pôle. Le pôle d’attraction constitue ainsi un point de convergence des déplacements domicile-travail,.

## Géographie
L’aire d'attraction de Bar-sur-Seine est une aire intra-départementale qui comporte 7 communes dans l'Aube. 

### Composition communale
| Nom                            | Code Insee | Département | Statut                 | Superficie (km2) | Population (dernière pop. légale) | Densité (hab./km2) | Modifier                                    |
| ------------------------------ | ---------- | ----------- | ---------------------- | ---------------- | --------------------------------- | ------------------ | ------------------------------------------- |
| Bar-sur-Seine (commune-centre) | 10034      | Aube        | commune-centre         | 27,53            | 2 869 (2022)                      | 104                | modifier les données · modifier les données |
| Bourguignons                   | 10055      | Aube        | commune de la couronne | 16,42            | 252 (2022)                        | 15                 | modifier les données · modifier les données |
| Magnant                        | 10213      | Aube        | commune de la couronne | 15,32            | 163 (2022)                        | 11                 | modifier les données · modifier les données |
| Merrey-sur-Arce                | 10232      | Aube        | commune de la couronne | 8,39             | 325 (2022)                        | 39                 | modifier les données · modifier les données |
| Polisot                        | 10295      | Aube        | commune de la couronne | 10,52            | 322 (2022)                        | 31                 | modifier les données · modifier les données |
| Villemorien                    | 10418      | Aube        | commune de la couronne | 13,80            | 203 (2022)                        | 15                 | modifier les données · modifier les données |
| Ville-sur-Arce                 | 10427      | Aube        | commune de la couronne | 16,16            | 203 (2022)                        | 13                 | modifier les données · modifier les données |

## Démographie
Cette aire est catégorisée dans les aires de moins de 50 000 habitants, une catégorie qui regroupe 12,2 % de la population au niveau national,.